# Картопляні пальчики
Картопля́ні па́льчики (нім. Schupfnudel) — страва з південно-німецької та австрійської кухні, яка залежно від регіонів має різні назви та варіюється приготуванням: готують також із жита, пшеничного борошна, яєць, а також з моменту ввезення картоплі в XVII столітті — з картопляним тістом. Традиційно її готують вручну. Часто подають з квашеною капустою, але є численні варіації (навіть з солодощами). Також її порівнюють із галушками.

## Етимологія
Німецьке слово «шупфнудель» спочатку було варіантом галушок (див. також Дампфнудель). Корінь «нудель» (локшина) стосується не так складу, як виготовлення і зовнішнього вигляду цих макаронних виробів.

## Виникнення
Ця страва була відома найманцям уже під час Тридцятирічної війни: солдати робили з розділеного борошна і води подовжені макарони, які потім готували. З імпортом та вирощуванням картоплі в XVII столітті в Німеччині, рецепт був доповнений, і розвивався він залежно від регіону та різних методів приготування їжі.

## Регіональні позначення
Картопляні пальчики притаманні баденській і швабській кухні, і звідси походить відоме і поширене по всій Німеччині їх визначення як «згорнутої локшини». У (старій) баварській кухні шупфнуделю також надають інші позначення, такі як «макаронні вироби в формі пальців», або ж «картопляні макарони». В Оберпфальці вони також називаються «Шопелла», або ж «Шопалла».
У кухні Форарльбергу шупфнудель відомий під назвою «Грумпірануділе».
В Оденвальді ця страва носить назву «трав'яних макаронів», в Пфальці «Бувешпітцле».
В австрійській, чеській та іноді навіть у старій баварській кухні солодку картопляну локшину подають у вигляді Макмаку.